# Чёрно-синяя лысушка
Чёрно-синяя лысушка (лат. Amaurospiza moesta) — вид птиц из семейства кардиналовых (Cardinalidae). Подвидов не выделяют. Представители вида распространены в Южной Америке.

## Описание
Чёрно-синяя лысушка достигает длины 12—12,5 см и массы от 12,5 до 14 г. Выражен половой диморфизм. Взрослые самцы полностью тёмно-сланцево-голубого цвета, оперение на лице и нижней части тела немного темнее. Клюв относительно небольшой, конической формы, чёрного цвета, подклювье иногда тёмно-серое. Радужная оболочка тёмно-коричневая. Ноги от красновато-серых до черноватых. Самка рыжевато-коричневая, снизу немного бледнее; с белыми накладками на крыльях; клюв чёрный, основание подклювья рогового цвета, ноги чёрные.
Песня представляет собой приятную трель «swee-swee-swi-sweeseeseeu» или «tseeo tsee tsu tsee tit»; позывка — «psit» или «pix».

## Распространение и места обитания
Чёрно-синяя лысушка распространена в Южной Америке: юго-восток Бразилии (от юга Эспириту-Санту до штатов Парана и Риу-Гранди-ду-Сул), восток Парагвая и северо-восток Аргентины (провинция Мисьонес). Обитает в подлеске тропических лесов и редколесий, особенно в местах распространения бамбука родов Chusquea и Guadua; предпочитает лесные опушки с густыми зарослями. Также наблюдался в лесах с примесью араукарии бразильской. Встречается от уровня моря до высоты 1600 м над уровнем моря в районе Атлантического леса.

## Биология
Чёрно-синяя лысушка кормится поодиночке или парами, обычно на высоте 2—3 м над землей, иногда на земле. В состав рациона входят семена бамбука (например, Chusquea ramosissima), а также насекомые. В отсутствие цветущего бамбука переходит на питание черешками листьев бамбука.
Биология размножения не исследована. На юго–востоке Бразилии отмечали репродуктивное поведение самцов и самок чёрно-синей лысушки в период с конца августа по середину сентября, а также в середине апреля. Наблюдали выкармливание оперившихся птенцов в ноябре — декабре на северо-востоке Аргентины. Предполагают, что размножение может быть приурочено к наличию семян бамбука, а не к какому-либо определенному времени года. 